# Diecezja Gaza
Diecezja Gaza (łac. Dioecesis Gazensis) – historyczna diecezja ze stolicą w Gazie. Biskupi Gazy byli sufraganami arcybiskupów Cezarei.
Obecnie istnieje tytuł biskupa Gazy przyznawany biskupom tytularnym. Ostatnim tytularnym biskupem Gazy był zmarły w 1964 James Henry Ambrose Griffiths – biskup pomocniczy nowojorski.

## Historia
Nie jest znana dokładna data założenia diecezji. Pierwszy znany biskup Gazy św. Sylwan rozpoczął pontyfikat ok. 307 i poniósł śmierć męczeńską przez ścięcie w kopalni miedzi w Fano. Gaza aż do V w. była silnym ośrodkiem pogańskim, w którym chrześcijanie byli prześladowani. Z powodu tejże wrogości świątynię chrześcijańską wzniesiono poza murami miasta. Miejscowy biskup używał tytulatury biskup kościołów okolic Gazy. Chrześcijaństwo w mieście zaprowadził cesarz Arkadiusz dekretem z 402. W kolejnych wiekach chrześcijaństwo w mieście rozkwitało.
Około 637 Gaza została zdobyta przez muzułmanów. Katedrę przekształcono w meczet, a większość ludności przeszła na islam. W 1149 miasto zdobyli krzyżowcy. Przywrócono katedrę pw. św. Jana Chrzciciela. W czasach Królestwa Jerozolimskiego istniała łacińska diecezja Gazy. W 1250 ostatecznie zdobyte przez muzułmanów. Katedrę ponownie zamieniono na meczet. Diecezja Gazy zanikła.
W 1895 papież Leon XIII ustanowił biskupstwo tytularne Gazy.

## Biskupi Gazy
lista nie jest pełna
- św. Sylwan (307? - 310)
- Asclepa (331 – 348)
- Quinziano (?)
- św. Irenion z Gazy (363 – 392/393)
- Eneasz (392/393 – 394/395)
- św. Porfiriusz z Gazy (395 – 26 lutego 420)
- Netoras (431 – 451)
- Pietro (451 – 453)
- Timoteo (ok. 491)
- Cirillo (ok. 518)
- Marciano (ok. 536)
- Aureliano
- Giovanni

### Biskupi tytularni Gazy
| Lp. | Biskup                        | Funkcja rzeczywista | Od   | Do    |
| --- | ----------------------------- | --- | ---- | ----- |
| 1   | Hendrik van de Wetering       | koadiutor arcybiskupa utrechckiego (Holandia)                                                                                          | 1895 | 1895  |
| 2   | Paolo Schinosi                | biskup pomocniczy benewentyński (Włochy)                                                                                               | 1897 | 1901  |
| 3   | Alfonso Archi                 | biskup pomocniczy Comacchio (Włochy)                                                                                                   | 1901 | 1902  |
| 4   | Costanzo Castrale             | biskup pomocniczy turyński (Włochy) | 1905 | 1936  |
| 5   | Giovanni Tirinnanzi OFMCap    | wikariusz apostolski Arabii (Półwysep Arabski)                                                                                         | 1937 | 1949  |
| 6   | James Henry Ambrose Griffiths | biskup pomocniczy Wikariatu Polowego Stanów Zjednoczonych (1949 – 1955) biskup pomocniczy nowojorski (1955 – 1964) (Stany Zjednoczone) | 1949 | 1964  |
| 7   | vacat                         | | 1964 | nadal |